# العلاقات البوسنية الكورية الشمالية
العلاقات البوسنية الكورية الشمالية هي العلاقات الثنائية التي تجمع بين البوسنة والهرسك وكوريا الشمالية.

## مقارنة بين البلدين
هذه مقارنة عامة ومرجعية للدولتين:
| وجه المقارنة                                              | البوسنة والهرسك                                             | كوريا الشمالية                        |
| --------------------------------------------------------- | ----------------------------------------------------------- | ------------------------------------- |
| المساحة (كم2)                                             | 51.20 ألف                                                   | 120.54 ألف                            |
| عدد السكان (نسمة)                                         | 3.51 مليون                                                  | 25.49 مليون                           |
| الكثافة السكانية (ن./كم²)                                 | 68.55                                                       | 211.47                                |
| العاصمة                                                   | سراييفو                                                     | بيونغيانغ                             |
| اللغة الرسمية                                             | اللغة البوسنوية، اللغة الكرواتية، اللغة الصربية             | لغة كوريا الشمالية القياسية ‏          |
| العملة                                                    | مارك بوسني                                                  | وون كوري شمالي                        |
| الناتج المحلي الإجمالي (بليون دولار)                      | 18.17 مليار                                                 |                                       |
| الناتج المحلي الإجمالي (تعادل القوة الشرائية) بليون دولار | 41.35 مليار                                                 |                                       |
| الناتج المحلي الإجمالي الاسمي للفرد دولار أمريكي          | 4.25 ألف                                                    |                                       |
| الناتج المحلي الإجمالي للفرد دولار أمريكي                 | 10.43 ألف                                                   |                                       |
| مؤشر التنمية البشرية                                      | 0.733                                                       |                                       |
| رمز المكالمات الدولي                                      | +387                                                        | +850                                  |
| رمز الإنترنت                                              | .ba                                                         | .kp                                   |
| المنطقة الزمنية                                           | توقيت وسط أوروبا، ت ع م+01:00، ت ع م+02:00، أوروبا/سراييفو ‏ | ت ع م+08:30، ت ع م+08:30، ت ع م+09:00 |

## منظمات دولية مشتركة
يشترك البلدان في عضوية مجموعة من المنظمات الدولية، منها:
| علم المنظمة | اسم المنظمة              | تاريخ انضمام البوسنة والهرسك | تاريخ انضمام كوريا الشمالية |
| ----------- | ------------------------ | ---------------------------- | --------------------------- |
|             | الاتحاد الدولي للاتصالات | 20 أكتوبر 1992               | ?                           |
|             | الاتحاد البريدي العالمي  | ?                            | ?                           |
|             | يونسكو                   | 2 يونيو 1993                 | 18 أكتوبر 1974              |
|             | الأمم المتحدة            | 22 مايو 1992                 | 17 سبتمبر 1991              |

## وصلات خارجية
- موقع وزارة الخارجية البوسنية
- موقع وزارة الخارجية الكورية الشمالية